# ایالت کاتسینا
ایالت کاتسینا (به لاتین: Katsina State) یک ایالت در نیجریه است که ۲۴٬۱۹۲ کیلومترمربع مساحت و ۳٬۸۷۸٬۳۴۴ نفر جمعیت دارد.